# Mania

I pazienti affetti da deliri di grandezza possono erroneamente credere di essere molto più potenti di quanto non siano in realtà (megalomania).

In psichiatria e psicologia clinica la mania è una condizione psicopatologica caratterizzata da uno stato di eccitazione che coinvolge più sfere della personalità.
Più frequentemente costituisce una fase del disturbo bipolare, caratterizzato dall'alternarsi di fasi depressive e maniacali. Sintomi maniacali si possono riscontrare anche in altre patologie mentali (es. schizofrenia) o in conseguenza all'utilizzo di alcol e droghe.
Nell'uso comune il termine "mania" indica invece idee e/o comportamenti ossessivi presenti in altre psicopatologie, come il disturbo ossessivo-compulsivo.

## Descrizione
La parola "mania" deriva direttamente dalla parola greca "μανια" (mania) che significa mania, pazzia e follia.
Devono essere presenti almeno 3 delle seguenti condizioni:
- Eccessivo ottimismo;
- Iperattività e sensazione di aumentata energia;
- Comportamenti sregolati, sconvenienti e irresponsabili per il proprio bene, la propria immagine o reputazione;
- Diminuzione della fame e del sonno;
- Idee grandiose;
- Eccessiva autostima;
- Flusso continuo di idee e iniziative, così numerose che ne risulta un insieme caotico e senza senso;
- Intuizioni deliranti;
- Assenza di freni inibitori (comportamenti sessualmente sconvenienti, investimenti azzardati)
- Marcata interpretatività;
- Tendenza a parlare molto più del solito;
- Aggressività.

Nel disturbo bipolare si possono riscontrare più episodi; la frequenza delle fasi maniacali dipende dal decorso che può variare a seconda dei casi. Per il disturbo bipolare 1 si parla di una media di 4 episodi (sia maniacali che depressivi maggiori) in 10 anni dal momento dell'esordio. 
Negli episodi maniacali più acuti può rendersi necessario il ricovero del paziente, per tutelarlo e per praticare nel modo migliore una terapia adeguata.

### Interpretazione psichiatrica
Karl Jaspers ne dà il seguente quadro psicopatologico: 
(Karl Theodore Jaspers (1913-1959), Psicopatologia generale, Roma, 1964)
La mania è stata studiata in ambito fenomenologico da Ludwig Binswanger che ne ha colto il nucleo essenziale in una destrutturazione delle temporalità, per cui al maniaco è concesso di vivere solo in un assoluto presente senza passato e senza futuro. Questo modo di temporalizzarsi produce una frammentazione che rende impossibile la costruzione di una storia interiore a cui fare riferimento per poter rispondere del proprio passato e per potersi anticipare nel futuro. Ciò spiega la facilità con cui il maniaco intraprende iniziative che poi non porta a termine, produce idee che poi non segue, perché mancano i legami che radicano tutte le idee nel passato e le proiettano nel futuro. Da qui la libertà di una spensieratezza sfrenata, in quella assoluta mancanza di riguardi per sé e per gli altri in cui si esprime la sua iperattività esuberante fino all'esaltazione, quasi sempre accompagnata dalla superficialità del suo umore non offuscato né oppresso da alcuna problematica.
La volubilità del maniaco, la sua discontinuità, la sua distraibilità mostrano la sua incapacità a relazionare sé e gli altri al contesto in cui ciascuno è inserito o a cui rimanda. Questo difetto di rappresentazione fa sì che il maniaco percepisca non solo il tempo come più corto, ma anche lo spazio più piccolo. Questo spiega le sue manifestazioni di grandezza tipiche di chi ha l'impressione che tutto sia a portata di mano, il suo enorme bisogno di spazio che si rivela nella scrittura a grandi lettere, il suo incedere franco e sicuro, tipico di chi non ha ritegno perché non conosce limiti, il suo vociare e il suo esagerato gesticolare come se con la sua corporale presenza volesse testimoniarsi in tutto lo spazio, senza quell'opportuno distanziamento dalle cose che, divenute troppo vicine, troppo a portata di mano, tendono a omogeneizzarsi e perdere il loro rilievo significativo, fino a quel livello che le rende intercambiabili. Nell'atteggiamento maniacale si assiste inoltre a una prevalenza dell'estensivo sull'intensivo, dell'apertura, della scoperta, della dilatazione sulla profondità, sul radicamento, sulla carica di senso, per cui gli uomini vengono trattati come cose sotto l'esclusivo profilo della funzionalità e strumentalità che non consente di incontrare mai qualcuno, bensì un "qualsiasi-tutto-nessuno".
Allo stile d'esistenza maniacale, dove la saltuarietà del frammento ha soppresso ogni continuità biografica e ha reso impossibile rintracciare, nell'isolamento dei vari momenti, il senso unitario di una biografia, è spesso sottesa una depressione. Come scrive G. Jervis: 
(.)
Una forma intermedia del disturbo maniacale è l'ipomania, che identifica una sindrome maniacale di lieve entità con assenza di sintomi psicotici. Talvolta l'ipomania è la fase in cui il talento artistico vede la sua massima espressione..

## Nella filosofia platonica
Platone distinse la malattia della ragione dalla capacità di controllare liberamente l'entrata e l'uscita di uno stato di trance e di possessione, ei quali furono partecipi all'oracolo di Delfi e la Sibilla Cumana.
Platone identificò le principali sorgenti dell'ispirazione e dell'originalità artistica nella mania e nell'entusiasmo, inteso etimologicamente come lo stato di possessione o di comunicazione con un'entità spirituale disincarnata ed extracorporea. Il posseduto da Dio o da uno spirito (in greco antico: catecomenos) è un eletto iniziato alle forme più alte dell'arte. Secondo il filosofo greco, l'artista non deve limitarsi alla tecnica poetica e a un impegnativo lavoro di limatura che utopisticamente dovrebbe porsi al servizio della verità, bensì è chiamato anche a ricercare altrove la fonte della propria produzione artistica.
Nel dialogo dello Ione, la mania è descritta come un vero e proprio stato di delirio medianico allucinatorio durante il quale viene a cadere la presenza dell'Io a sé stesso, altrimenti detta coscienza. La follia causa il suo contrario, il disvelamento di verità più profonde e recondite, talora divine trasferite all'uomo sacro e invasato, che finiscono con l'essere travasate nell'opera d'arte, addirittura assumendo un'utilità terapeutica, catartica e sociale. Secondo Platone, delirio entusiastico realizzerebbe l'artista più della stessa anima razionale e del controllo degli impulsi emotivi al di sotto di una rigida tecnica, perfino perfezionando l'artista nel servizio della verità e del bene singolare e della polis.
Nel Fedro distingue quattro tipologie di mania, ispirate da altrettante divinità olimpiche:
- la follia màntica o profetica, generata da Apollo;
- la follia telèstica, generata dai culti orfico-pitagorici in onore del dio pagano Dioniso;
- la follia poetica, generata dalla Muse;
- la follia erotica, generata da Eros e Afrodite, la più sublime, descritta nel mito di Eros-philosophos. Lo stesso Socrate che nel Simposio ricorda o Pteros, perché fa/ crescere le ali, nel Fedro è di nuovo chiamato in causa per descrivere le forme in cui appare Mania nei seguenti termini:

(Fedro, 265 B)
La voce demonica propone a Socrate di riparare le offese a Eros con una palinodia, ma questi rifiuta.